# Nancy Schreiber

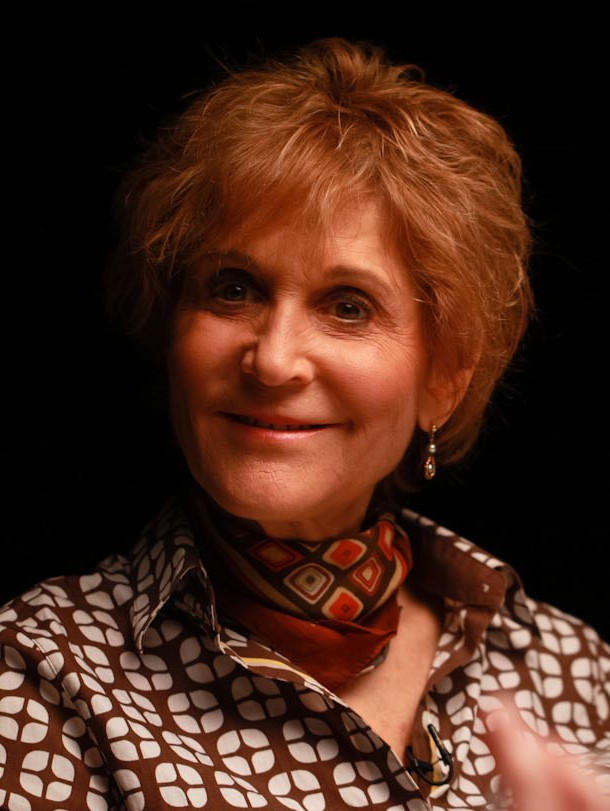
Nancy Schreiber (2010)

Nancy J. Schreiber (* 27. Juni 1949 in Detroit, Michigan) ist eine US-amerikanische Kamerafrau.

## Leben
Nancy J. Schreiber studierte Kunstgeschichte und Psychologie an der University of Michigan. Während dieser Zeit arbeitete sie in einem Kino für Ausländische Filme. Dabei entwickelte sie ein Interesse für das Filmemachen, sodass sie nach ihrem Umzug nach New York City zwei Monate Unterricht bei Jim Pasternak nahm. Über den Independent-Film lernte sie Bobby Vercruse, der sie fortan für seine Projekte als Assistentin anheuerte. Mit dessen Hilfe, sowie der von Mark Obenhaus und Arthur Albert begann sich Schreiber Material zu leihen, um ihre eigenen Filme zu drehen. Dadurch schaffte sie es von der Beleuchtung zum Kamerawesen zu wechseln.
Als Kamerafrau für einen Spielfilm debütierte Schreiber 1991 mit dem von Marcus DeLeon inszenierten Thriller Kiss Me a Killer – Tödliche Begierde. Für ihre Kameraarbeit an Im Strudel der Begierde wurde sie bei der Verleihung der Independent Spirit Awards 1994 mit einer Nominierung für die Beste Kamera bedacht. Eine Emmy-Nominierung erhielt sie für ihre Arbeit an The Celluloid Closet – Gefangen in der Traumfabrik.
2017 wurde Schreiber mit dem ASC President’s Award ausgezeichnet.

## Filmografie (Auswahl)
- 1986: Ladykiller (Kurzfilm)
- 1987: Long Shadows (Dokumentarfilm)
- 1988: Trapped Alive
- 1990: Through the Wire (Dokumentarfilm)
- 1991: Kiss Me a Killer – Tödliche Begierde (Kiss Me a Killer)
- 1992: Visions of Light (Dokumentarfilm)
- 1992: Im Strudel der Begierde (Chain of Desire)
- 1993: Lush Life (Fernsehfilm)
- 1994: Sie kennen keine Gnade (Dead Beat)
- 1994: The Soft Kill
- 1994: Missing Parents (Fernsehfilm)
- 1995: Flucht im roten Cadillac (Girl in the Cadillac)
- 1995: The Celluloid Closet – Gefangen in der Traumfabrik (The Celluloid Closet)
- 1995: Showdown in Scorpion Spring (Scorpion Spring)
- 1996: 'M' Word
- 1997: My America... or Honk If You Love Buddha (Dokumentarfilm)
- 1997: Nevada
- 1997: Mehr Pech als Verstand (The Curse of Inferno)
- 1998: Standoff
- 1998: Dangerous Kids – Highschool der Hoffnung (Thicker Than Blood, Fernsehfilm)
- 1998: Männer, Frauen und die Wahrheit über Sex (Your Friends & Neighbors)
- 1998: Tod eines Showgirls (Butter)
- 1999: Die Beat Generation – Wie alles anfing (The Source, Dokumentarfilm)
- 2000: Shadow Magic
- 2000: Blair Witch 2 (Book of Shadows: Blair Witch 2)
- 2000: Lessons Learned (Fernsehfilm)
- 2001: Die Fremde (Stranger Inside, Fernsehfilm)
- 2001: Breathe In, Breathe Out (Dokumentarfilm)
- 2001: Reaching Normal
- 2002: Path to War – Entscheidung im Weißen Haus (Path to War, Fernsehfilm)
- 2002: Die Hochzeitsfalle (Buying the Cow')
- 2003: The Failures
- 2003: Red Roses and Petrol
- 2004: November
- 2004: Hollywood und der Holocaust (Imaginary Witness: Hollywood and the Holocaust, Dokumentarfilm)
- 2005: Loverboy
- 2005: The Comeback (Fernsehserie, 12 Episoden)
- 2005: American Gun
- 2005: Piggy Banks
- 2006: Filthy Gorgeous (Fernsehfilm)
- 2007: The Nines – Dein Leben ist nur ein Spiel (The Nines)
- 2007: Flakes
- 2007: Spellbound (Fernsehfilm)
- 2008: A Beautiful Life
- 2008: Letting Go of God (Dokumentarfilm)
- 2009: New York Mom (Motherhood)
- 2009: Huxley on Huxley (Dokumentarfilm)
- 2009: Serious Moonlight
- 2009: Mein Vater, seine Frauen und ich (The Six Wives of Henry LeFay)
- 2010: Every Day
- 2012: Blue (Fernsehserie, 12 Episoden)
- 2012: It’s a Disaster – Bist du bereit? (It’s a Disaster)
- 2012: Between Us
- 2012: Just 45 Minutes from Broadway
- 2013: The Client List (Fernsehserie, 2 Episoden)
- 2014: A Short History of Decay
- 2014: Fugly!
- 2015: Tab Hunter Confidential (Dokumentarfilm)
- 2016: Folk Hero & Funny Guy
- 2016: Kepler’s Dream
- 2016: Eva Hesse (Dokumentarfilm)
- 2016: Silver Skies
- 2017: Moving Parts
- 2018: Mapplethorpe
- 2019: Linda Ronstadt: The Sound of My Voice (Dokumentarfilm)
- 2019: Funny You Never Knew (Dokumentarfilm)
- 2019: Miss Virginia
- 2020: Station 19 (Fernsehserie, 7 Episoden)
- 2020: P-Valley (Fernsehserie, 4 Episoden)